# بوستيلو دي تشافيس
بوستيلو دي تشافيس (بالإسبانية: Bustillo de Chaves)‏ هي بلدية تقع في مقاطعة بلد الوليد، قشتالة وليون، إسبانيا. وفقًا لتعداد عام 2004 (المعهد الوطني للإحصائيات)، يبلغ عدد سكان البلدية 166 نسمة.